# 惠民公园
惠民公园是一座位于上海杨浦区西南境内的社区型公园。
惠民公园位于惠民路724号，原为上海公共租界东区的倍开尔路。其西侧有一座天主教惠民路和平之后堂。该地原是上海四个犹太人公墓之一的惠民路公墓，靠近二战时犹太难民居住地上海隔都东界。
1957年，犹太公墓改建成公园，对市民开放，但在文革中遭到破坏。1979年修葺後重新开放。惠民公园原本是一座儿童公园，近年来添加了一些体育健身设施，成为了一座以老年人为主的公园。园内布局东窄西宽，有一紫藤长廊连接东西两区，东区延伸入石库门民居中。